# Набережночелнинский государственный татарский драматический театр
Набережночелнинский государственный татарский драматический театр имени Аяза Гилязова (тат. Аяз Гыйләҗев исемендәге Чаллы татар дәүләт драма театры) — самый молодой профессиональный татарский театр Республики Татарстан, первый профессиональный татарский театр города Набережные Челны, основан в 1990 году.

## История театра
Был создан в 1990 году при активном содействии интеллигенции и администрации города. В первый раз открылся 21 декабря 1990 года в доме культуры «Энергетик» в качестве Театра юного зрителя спектаклем Рабита Батуллы «Возвратится бабочкой душа» (тат. Күбәләк булып җаның кайтыр). До 1996 года не имел своего помещения, позднее получил его и статус «государственного татарского драматического театра». В сентябре 2009 года театру был присвоен статус «государственного автономного учреждения культуры».
В 2020 году театр переехал в новое здание, а также ему было присвоено имя драматурга Аяза Гилязова.

### Некоторые постановки прошлых лет
За время работы театр представил около 70 постановок, среди которых:
- 2000 год — драма «Галиябану» (Мирхайдар Файзи), постановка Рената Аюпова
- Юсуф (тат. Йосыф) (Кол Гали)
- пьеса «Угасшие звёзды» (тат. Сүнгән йолдызлар) (Карим Тинчурин)
- «Каляпушчы кыз» (Гаяз Исхаки)

## Труппа театра
Основа коллектива составлена молодыми актёрами. Есть в труппе и известные артисты — заслуженный артист РФ Инцав Фахрутдинов, народная артистка РТ Гулуса Гайнетдинова, заслуженные артисты РТ Раушания Тагирова, Булат Саляхов, Рафиль Сагдуллин, Рафик Каюмов и Эндже Шигапова.

### Современный репертуар
- мелодрама «Паруса и море» (тат. Җилкәннәр) (Инга Бикбулатова), постановка Булата Бадриева
- мелодрама «Смех сквозь слёзы» (тат. Яшь аралаш көлү) (Рабит Батулла), постановка Булата Бадриева
- мелодрама «Хаят» (тат. Хәят) (Равиль Сабыр), постановка Булата Бадриева
- 2002 год — комедия «Студенты» (тат. Кызлар, ишек ачыгыз!) (Наиль Гаетбаев), постановка Фаиля Ибрагимова
- 2003 год — комедия «Деревенские шалости» (тат. Корт) (Фанавиль Галиев), постановка Фаиля Ибрагимова
- 2004 год — комедия «Приходите, дверь закрыта!» (тат. Бер күрешү - үзе бер гомер) (Фанис Яруллин), постановка Булата Бадриева
- 2005 год — мелодрама «Гора влюбленных» (тат. Гашыйклар тавы) (Ильдар Юзеев), постановка Фаиля Ибрагимова
- 2006 год — комедия «Деревенские мы!» (тат. Без бит авыл малае) (Туфан Миннуллин), постановка Рустама Галиева
- 2006 год — комедия «Не улетай любовь!» (тат. Китмәскә килгән кошым) (Эсфир Ягудин), постановка Фаиля Ибрагимова
- 2007 год — музыкальная комедия «Моя тёща» (тат. Минем кайнанам) (Георг Хугаев), постановка Булата Бадриева
- 2007 год — комедия «Банкрот» (Галиаскар Камал), постановка Фаиля Ибрагимова
- 2009 год — музыкальная комедия «Сөйгән ярым ятка кала» (Рабит Батулла)
- 2009 год — комедия «Скупой» (тат. Саран) (Жан-Батист Мольер)

## Награды и достижения
Двое артистов были удостоены звания Народного артиста РТ, пять артистов — звания Заслуженных артистов РТ. Главный режиссёр Фаиль Ибрагимов в 1994 году получил звание Заслуженного деятеля искусств Республики Татарстан.
В репертуаре представлены спектакли, завоевавшие награды и дипломы фестивалей имени Карима Тинчурина, Международного фестиваля тюркских народов «Нәүрүз», фестиваля в честь 50-летия Альметьевска, фестивалей Закамского региона.